# Brookesia stumpffi
Brookesia stumpffi este o specie de cameleoni din genul Brookesia, familia Chamaeleonidae, descrisă de Boettger 1894. A fost clasificată de IUCN ca specie cu risc scăzut. Conform Catalogue of Life specia Brookesia stumpffi nu are subspecii cunoscute.